# ترمبی استار
ترمبی استار (به لاتین: Tręby Stare) یک روستا در لهستان است که در Gmina Kleczew واقع شده‌است.